# Чия-Тубя
Чия-Тубя — поселок в Муслюмовском районе Татарстана. Входит в состав Баланнинского сельского поселения.

## География
Находится в восточной части Татарстана на расстоянии приблизительно 15 км на юго-запад по прямой от районного центра села Муслюмово.

## История
Основан в 1930-х годах.

## Население
Постоянных жителей было: в 1938 — 77, в 1949—101, в 1958 — 76, в 1970 — 65, в 1979 — 39, в 1989 — 20, 31 в 2002 году (татары 94 %), 21 в 2010.